# Czamara
Czamara (pers. dżamera, czamera, niem. Tschamare z arab. samur - kożuch) – męskie okrycie wierzchnie pochodzenia węgierskiego, noszone od XVI wieku.
Sięgająca do bioder lub połowy ud w kroju zbliżonym do kontusza, podbijana futrem, z długimi, prostymi, wąskimi rękawami, wykładanym, wąskim, wysokim kołnierzem, ozdobnymi guzikami i szamerunkami. 
W Polsce początkowo noszona przez kanoników i prałatów, od XVIII wieku była szczególnie popularna wśród mieszczan. W XIX w. uważane za polski strój narodowy i patriotyczny.

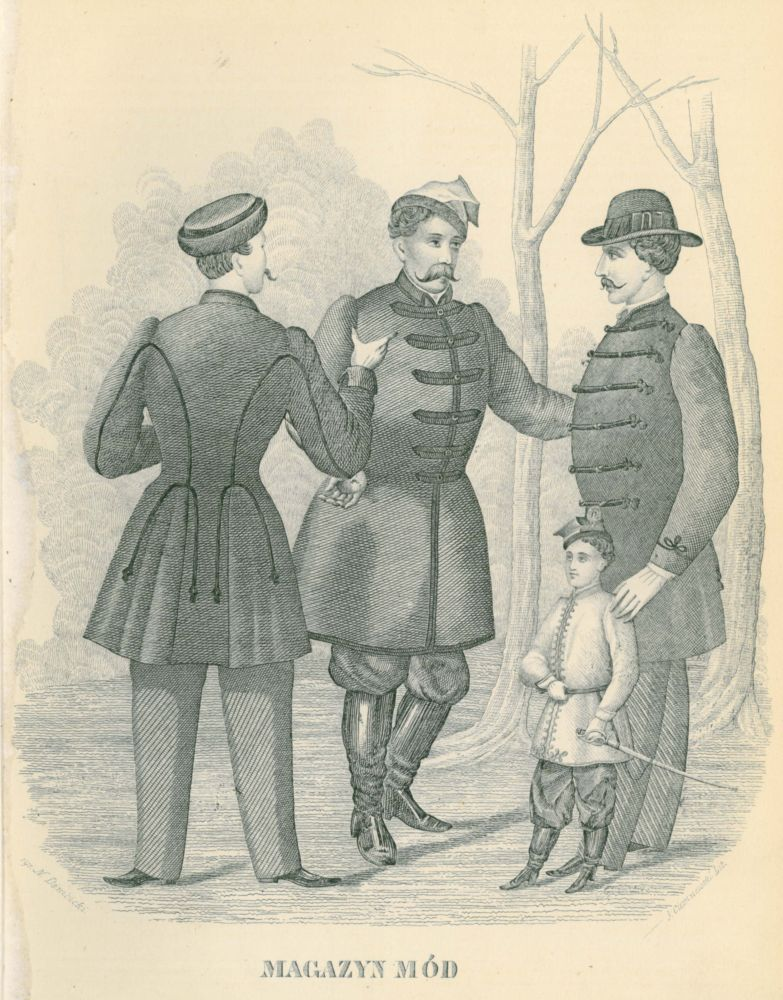
mężczyźni w czamarach
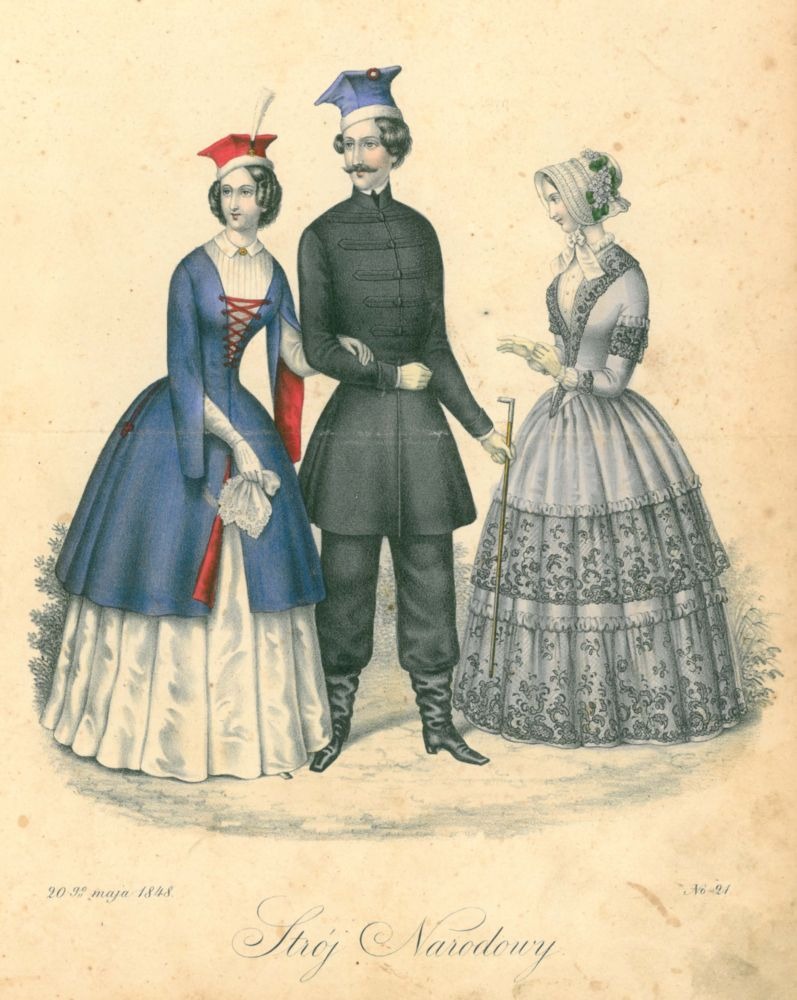
postać męska w czamarze